# Optimism

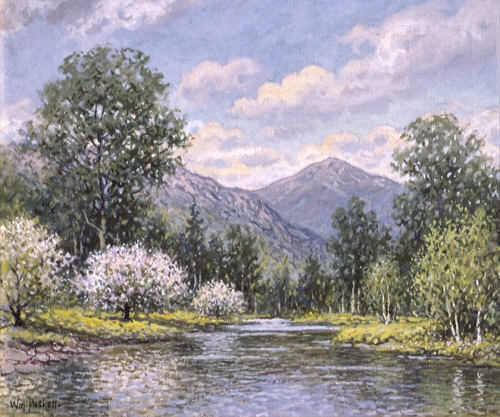
Optimister ser världen som en positiv plats.

Optimism är en syn på livet, där man bevarar en syn på världen som positiv. Det är motsatsen till pessimism. Optimister tror generellt att människor och händelser är ingående goda, och att de flesta situationer slutar bra. 
En vanlig frågeställning illustrerar optimism gentemot pessimism via frågan om man betraktar man ett vattenglas, som till hälften är fyllt, som halvfullt eller halvtomt? Traditionellt sunt förnuft antar att optimister svarar "halvfullt", medan pessimister svarar "halvtomt" (förutsättande att fullt betraktas som bra, och tomt betraktas som dåligt).
En annan paradox, som ibland associeras med optimism är att den enda sak som optimisten inte kan se som positiv är en pessimist. Pessism, däremot, som kan hejda vårdslöshet kan ses som positivt.

## Filosofi
Filosofer kopplar ofta ihop begreppet optimism med Gottfried Wilhelm Leibniz, som menade att vi levde i Den bästa av världar, eller att Gud skapat ett fysiskt universum som appliceras på fysiska lagar, en Teodicé som Voltaire omtalat bespottar i sin satiriska roman Candide. 
Anarkistfilosofen William Godwin visade kanske ännu mer optimism än Leibniz. Han hoppades att samhället slutligen skulle nå stadiet där lugnt förstånd skulle ersätta våld, vilket skulle leda till att intelligensen skulle finna hemligheten om omoral. (En del blir överraskade av att Godwin, som är en frihetsälskare, var emot självmord, men hans motstånd kom från hans optimistiska syn på självmord som, nästan uteslutande alltid, ett misstag.) En stor del av den här filosofin finns exemplifierad i folket Houyhnhnm, i Gullivers resor av Jonathan Swift.

## Psykologi
Överoptimism eller stark optimism är ett mentalt tillstånd där människor tror att saker mer troligt går bra för dem, än dåligt. Människor med prognosen valenseffekten, som är jämförbart med stark optimism, har en tendens att överskatta chansen av att goda saker händer istället för dåliga. 
Optimism-bias är den bevisade systematiska tendensen bland människor som ofta är överoptimistiska kring utloppet av planerade handlingar.
Personlig optimism korrelerar starkt med självkänsla, vad gäller psykologiskt välmående och personlig hälsa. Martin Seligman, som forskar om området, kritiserar akademiker för att fokusera för mycket på orsakerna till pessimism och inte tillräckligt på optimism. Han pekar på att forskare under de tre senare decennierna under 1900-talet har publicerat 46 000 journaler om depression, men bara 400 om glädje. 
Optimism har bevisats korrelera med bättre immunsystem hos friska personer som har blivit föremål för stress.
Ideologiskt övertygade optimister kan försvara felaktigheter i optimismen genom att diskutera "felplacerad optimism", istället för överge optimism helt och hållet. 
Ett antal forskare har, trots att optimism och pessimism kan ses som motsatser, föreslagit att de på ett psykologiskt plan inte är det. Att du är mer av det ena, behöver inte betyda att du är mindre av det andra. Faktorerna som minskar det ena, behöver inte nödvändigtvis öka det andra. På många ställen i livet behövs båda i lika stor utsträckning. 
Hopp kan bli en kraft för social förändring när det kombinerar en lagom mängd optimism och pessimism. John Braithwaite, en akademiker på Australian National University, menar att vi i dagens moderna samhälle undervärderar hopp för att vi felaktigt tror att det är ett val mellan hoppfullhet och naivitet i motsats till skepticism och realism.